# Aidons-nous !
Pour plus de détails, voir Fiche technique et Distribution.
Aidons-nous ! (titre original : Helpmates) est un film américain réalisé par James Parrott, mettant en scène Laurel et Hardy, sorti en 1932.

## Synopsis
Pendant l'absence de son épouse, Hardy a fait la fête avec des amis et la maison se trouve dans un état déplorable, avec des restes de repas et des bouteilles vides partout ! Avant le retour de sa femme, il demande à son ami Laurel de l'aider pour tout ranger et nettoyer. À partir de là, tout va aller de pis en pis!

## Fiche technique
- Titre original : Helpmates
- Titre français : Aidons-nous !
- Réalisation : James Parrott
- Scénario : H. M. Walker (dialogues)
- Photographie : Art Lloyd
- Montage : Richard C. Currier
- Producteur : Hal Roach
- Société de production : Hal Roach Studios
- Société de distribution : Metro-Goldwyn-Mayer
- Pays de production :  États-Unis
- Langue : anglais
- Format : Noir et blanc - 35 mm - 1,37:1  -  sonore
- Genre : comédie burlesque
- Longueur : deux bobines
- Durée : 20 minutes
- Date de sortie : 
  - États-Unis : 23 janvier 1932

## Distribution
Source principale de la distribution :
- Stan Laurel (VF : Gérard Le Moro) : Stan
- Oliver Hardy (VF : Alain Roux) : Ollie

Reste de la distribution non créditée :
- Bobby Burns : un voisin
- Robert Callahan (VF : Jean Francey) : le messager
- Blanche Payson (VF : Cécile Dylma) : Mrs. Hardy